# Булак (Хобдинський район)
Була́к (каз. Бұлақ) — село у складі Хобдинського району Актюбінської області Казахстану. Входить до складу Булацького сільського округу.
Населення — 152 особи (2021; 161 у 2009, 216 у 1999, 198 у 1989).